# 中华人民共和国主席办公室
中华人民共和国主席办公室，简称国家主席办公室，位于北京市中南海，是为中华人民共和国主席这一国家机构内为国家主席本人服务的日常办事机构。

## 简介
1954年《中华人民共和国宪法》颁布实施后，中华人民共和国主席这一国家机构设立综合性日常办事机构——中华人民共和国主席办公厅。1955年7月30日，中华人民共和国主席毛泽东任命张经武为中华人民共和国主席办公厅主任。张经武成为历史上唯一一位国家主席办公厅主任，同时他还兼任中央人民政府驻西藏代表、中共西藏工委第一书记。
1959年，刘少奇接替毛泽东出任中国国家主席后，张经武继续担任办公厅主任。文化大革命爆发后，国家主席刘少奇迅速失势，主席办公厅也随之停止运作，张经武其后被关押至秦城监狱，于1971年被迫害致死。1975年全国人民代表大会通过新的宪法，废除中华人民共和国主席一职，国家主席办公厅也随之消失。
1982年通过的第四部《中华人民共和国宪法》恢复设立国家主席，不过没有赋予任何实权，只作为礼仪性和象征性的虚位元首，不设置独立的办事机构。此后李先念和杨尚昆担任中国国家主席期间均未设立正式的办公机构，仅有非正式的办公室和秘书等。
1993年江泽民出任中华人民共和国主席后，明确设立了中华人民共和国主席办公室。中共中央总书记办公室主任贾廷安兼任办公室主任，对外称“江泽民主席办公室主任”，该头衔经常出现在官方媒体的正式报道中。胡锦涛担任中华人民共和国主席期间，陈世炬被明确为国家主席办公室主任。
2013年习近平出任中华人民共和国主席后，国家主席办公室主任这一头衔很少出现，取而代之的是中共中央总书记办公室和中央军委主席办公室。

## 历任主任
中华人民共和国主席办公厅主任
1. 张经武（1955年7月－1960年7月）[9]

中华人民共和国主席办公室主任
1. 贾廷安（1993年－2003年）
2. 陈世炬（2003年－2013年）[6][10]
3. 丁薛祥（2013年－2022年）[11][12]
4. 韩世明（2024年6月－）[13]